# سوگتی
سوگتی (انگلیسی: Sogeti) شرکت مهندسی فرانسوی است، که در سال ۱۹۶۷ توسط شرکت کاپژمینی تأسیس شد.